# Elie Bacari
Elie Bacari, né le 14 octobre 2003 à Treichville (Côte d'Ivoire), est un athlète belge spécialiste des épreuves de haies. En 2024, il est vice-champion de Belgique du 60 m haies et du 110 m haies et détenteur du record de Belgique sur 60 m haies en salle.

## Biographie
Elie Bacari est né le 14 octobre 2003 à Treichville, quartier d'Abidjan. Il commence l’athlétisme à 10 ans après que son père l’a un jour inscrit sur un 60 m qu’il a remporté en sandales.
Il se spécialise au départ sur le décathlon et participe dans cette discipline aux mondiaux U20 en 2022 à Cali. À la suite de blessures, il se reconvertit avec succès sur les épreuves de haies à partir de l'année 2023. C'est ainsi qu'Il participe aux Championnats d'Europe U23 d'athlétisme à Espoo en 2023 dans l'épreuve du 110 m haies. Au cours de 2024, il a connu dans cette discipline (et dans le 60 m haies) une progression rapide améliorant à plusieurs reprises son record personnel. Il remporte une médaille d'argent sur 60 m haies aux Championnats de Belgique d'athlétisme en salle 2024 à Louvain-la-Neuve. Il se qualifie également pour les Championnats du monde d'athlétisme en salle 2024 à Glasgow en mars.
En juin 2024, il prend part au 110 m haies lors des Championnats d'Europe à Rome. Il s'y qualifie avec un record personnel pour la finale, où il est disqualifié. Il améliore ce record au meeting de Turku en Finlande au cours du même mois en courant en 13,38 secondes.
À 20 ans, il se qualifie en 110 m haies pour les Jeux olympiques 2024 de Paris où il est éliminé dès les séries.
En novembre 2024, il remporte le spike d'or du meilleur espoir masculin.
Le 19 janvier 2025, il améliore le record de Belgique sur 60 m haies au CMCM meeting indoor de Luxembourg en 7 s 51 en séries et se qualifie pour les mondiaux indoor à Nankin (Chine) en mars 2025.
Le 18 juillet 2025, il remporte la médaille de bronze lors la finale du 110 m haies des Championnats d'Europe espoirs U23 à Bergen en Norvège.
En août 2025, il remporte la médaille d'or du 110 m haies en améliorant son record personnel aux Championnats de Belgique à Bruxelles.
Bacari est membre du Daring Club Leuven Atletiek (DCLA).

## Records personnels
Extérieur
| Épreuves    | Prestation | Vent     | Date        | Lieu      |
| ----------- | ---------- | -------- | ----------- | --------- |
| 100 m       | 10,69 s    | -0,9 m/s | 1 août 2022 | Cali      |
| 110 m haies | 13,30 s    | -1,1 m/s | 3 août 2025 | Bruxelles |

En salle
| Épreuve    | Prestation  | Date            | Lieu             |
| ---------- | ----------- | --------------- | ---------------- |
| 60 m       | 6,83 s      | 11 février 2023 | Louvain-la-Neuve |
| 60 m haies | 7,51 s (NR) | 19 janvier 2025 | Luxembourg       |

## Palmarès

### 110 m haies
- 2023 : 3e en demi-finale aux Championnats d'Europe espoirs à Espoo - 13,94 s
- 2024 : Finale aux Championnats d'Europe à Rome (disqualifié, 13,44 s en demi-finale)
- 2024 :  aux Championnats de Belgique - 13,43 s
- 2025 :  aux Championnats d'Europe espoirs à Bergen - 13,56
- 2025 :  aux Championnats de Belgique - 13,30 s

### 60 m haies
- 2024 :  aux Championnats de Belgique en salle – 7,72 s
- 2024 :  en demi-finale aux Championnats du monde en salle à Glasgow - 7,58 s
- 2025 :  aux Championnats de Belgique en salle - 7,59 s

### Décathlon
- 2022 : 20e aux Championnats du monde juniors à Cali – 6585 points

## Distinctions
- 2024 : Spike d'or du meilleur espoir masculin